# Csorna
Csorna es una localidad húngara situada cerca del parque nacional de Fertö-Hanság. Hay dos barrios en el municipio, el de  Földsziget y el de Csatárimajor.

## Ciudades Hermanadas
- Heumen - Países Bajos
- Sinzing - Alemania
- Lunca de Sus - Rumanía
- Gyimesfelsőlok - Rumania

## Habitantes notables
- János Áder - Presidente de Hungría.
- David Gestetner